# 彼得里夫卡 (瓦西里夫卡區)
47°19′57″N 35°18′54″E / 47.33250°N 35.31500°E
彼得里夫卡（烏克蘭語：Петрівка）是位於烏克蘭東南部的村莊，由扎波羅熱州瓦西里夫卡區的米哈伊利夫卡市鎮負責管轄。該村始建於1864年，面積0.27平方公里，海拔高度90米，2001年人口2，人口密度每平方公里7.4人。